# Debrie Parvo

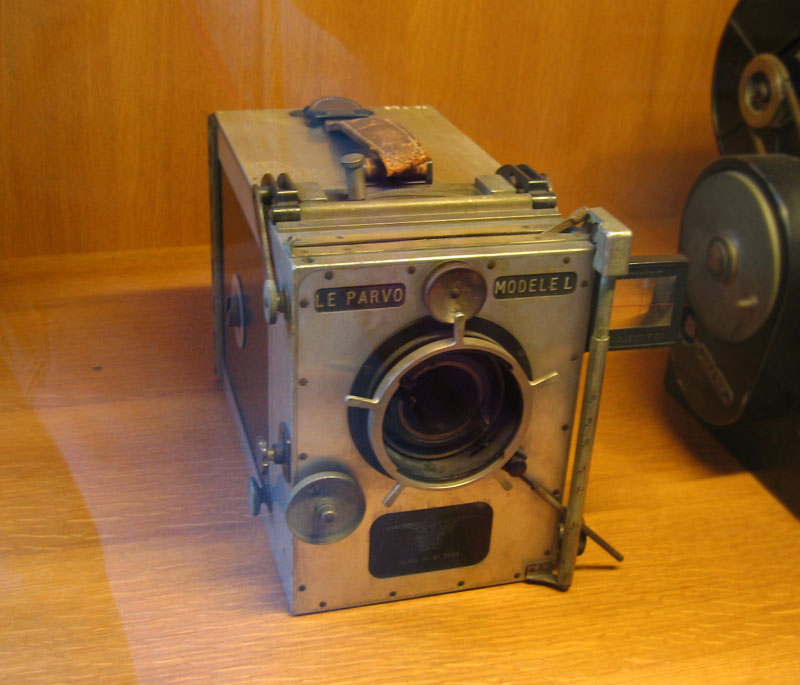
Kamera Debrie Parvo Model L z 1928 roku

Debrie Parvo – kamera filmowa konstrukcji André Debrie opatentowana w 1908. 
W kompaktowej drewnianej obudowie mieściła dwie rolki taśmy filmowej (ok. 120 m), co pozwalało na nakręcenie 6 min filmu niemego (16 klatek na sekundę). Napędzana ręcznie, korbką umieszczoną z prawej strony. Tempo kręcenia można było kontrolować przy pomocy wbudowanego obrotomierza. Śledzenie akcji umożliwiał celownik optyczny. Zapoczątkowała serię kamer marki "Parvo".
Ze względu na wygodę użytkowania, w epoce kina niemego była w powszechnym użyciu do roku 1920, a sporadycznie nawet do 1950. Reżyserzy, którzy często korzystali z tej kamery to: Abel Gance, Leni Riefenstahl i Siergiej Eisenstein.